# 999 razones
999 razones es el nombre del quinto álbum de estudio lanzado por el grupo musical mexicano Pandora bajo la producción de la casa disquera EMI Capitol de México. Fue lanzado al mercado el 12 de diciembre de 1989 en formato LP y casete a través de una presentación especial en la  Hacienda de los Morales en la zona de Polanco dentro de la Ciudad de México.
Este fue el primer álbum realizado con la nueva integrante del grupo Liliana Abaroa tras la salida de Fernanda y su lanzamiento como solista.

## Antecedentes
Una vez que sucedió la despedida de Fernanda del grupo, los ejecutivos de EMI junto a Isabel y Mayte, comienzan a buscar una nueva integrante con el objetivo de que el grupo siga siendo un trío, y debido al declive de ventas del disco anterior, renovar el ambiente del grupo haciéndolo más juvenil. Para esto se lanza una campaña, solo al interior del medio musical mexicano, llamado Se busca una Pandora.
Como resultado de esto, se inclinaron por Liliana Abaroa, quien era corista de Mijares y desde los 7 años había estudiado música con los Hermanos Zavala. La incorporación al grupo fue inmediata, Liliana comenzó de inmediato a realizar pruebas de audio, coreografía, fotografía y acoplar su voz con Isabel y Mayte.
El 11 de junio de 1989 se presenta a los medios y al público en general a la nueva integrante a través del programa televisivo Siempre en domingo, debutando con dos canciones, la primera fue «Sueños» que sería incluida en el siguiente disco de Pandora y «No puedo dejar de pensar en ti» la cual fue regrabada con Liliana para esta ocasión.

## Realización
En esta ocasión el grupo Pandora trabaja con el equipo de producción comandado por Raúl González Biestro. Desde la primavera de 1989, cuando Fernanda todavía pertenecía al grupo, se comenzó a trabajar en la selección de temas, pero la producción se detuvo al momento del anuncio de la salida de Fernanda.
A finales del verano de 1989, una vez que ya había pasado la incorporación de Liliana, se retoma la producción del nuevo disco de Pandora, e Isabel, Mayte y Liliana viajan nuevamente al estudio de grabación, pero esta vez en Miami, Florida.
Para la realización de este álbum, se trabajó con un nuevo productor y director, y se seleccionaron temas de muy diversos autores como lo son: Juan Gabriel, Marco Flores, Ilan Chester, Alejandro Filio, Aleks Syntek, José María Purón, Álex Zepeda, Luis Armida/ Álex Razo y Márquez

## Promoción
Debido a retrasos en la postproducción del álbum y a actividades de acople de la nueva integrante al grupo, así como su enfermedad que la inhabilitó momentáneamente, el lanzamiento del disco fue postpuesto en varias ocasiones; pero finalmente el 12 de diciembre de 1989, es presentado a los medios a través de una presentación especial en la  Hacienda de los Morales en la zona de Polanco dentro de la Ciudad de México.
Como Punta de lanza se elige el tema «Ni tu, ni yo» del compositor ítalo-venezolano Franco De Vita, tema que tuvo bastante éxito en la radio y por el cual se filmó un video musical en el cual era el debut de la nueva integrante en un video. Después promocionaron el sencillo «Todavía» de Hernaldo Zúñiga, temas que ocuparon las listas de popularidad y refrendaron nuevamente la calidad musical del grupo Pandora.
El grupo comienza el año 1990 con una fuerte promoción en televisión y en estaciones de radio de su primer sencillo por todo México, presentándose en palenques y conciertos y acercándose con los medios que estaban ansiosos por conocer a la nueva integrante.
También fueron invitadas a presentarse en algunos conciertos dentro de la Unión Americana, presentándose en Miami, Los Ángeles y en Nueva York. Para abril de 1990, el álbum era un éxito en la población de habla hispana de Estados Unidos y en Puerto Rico, país al que viajaron y realizaron un ardua labor de promoción, presentándose en diversos programas de televisión y radio así como en conciertos donde tuvieron llenos totales.
Para finales de la primavera de 1990, el grupo regresa a México a continuar la promoción del álbum y más adelante, ya entrada el verano emprenden un viaje de promoción por Centroamérica.
A finales del año 1990, EMI Capitol, ofrece al grupo participar dentro de la campaña del Gobierno Federal, llamada Solidaridad para abatir la pobreza dentro del País. Para esto, el trío se une a una gran cantidad de artistas vigentes en el gusto musical para la grabación del sencillo promocional, curiosamente en este proyecto también participa Fernanda Meade como solista, pero jamás se topan en la grabación del tema ni del video de promoción. 

## Recepción y premios
El álbum obtuvo buenos comentarios por la crítica y por los medios mexicanos, pero desafortunadamente no obtuvo las ventas deseadas acompañando a Buenaventura como uno de los discos de menores ventas del grupo, y aunque se efectuó una alta labor de promoción del álbum por el grupo por todo el territorio mexicano, en televisión y radio, las ventas no despegaron.
El álbum recibió doble disco de oro, por ventas superiores a las 200,000 copias en México.
Independientemente de los resultados en el país Azteca, el álbum se convirtió en un éxito en el público de habla hispana de la unión Americana y en Puerto Rico, donde obtuvieron sendos premios y reconocimientos. En la Isla Caribeña, el álbum, fue el tercer disco más vendido de Puerto Rico en 1990.
También fueron premiadas con el Trofeo Ovaciones como mejor Grupo Internacional en octubre de 1990 en Chicago, Illinois. En Puerto Rico reciben el premio Diplo como mejor Grupo vocal. En Miami, Florida, fueron nominadas al Premio Lo Nuestro por la cadena Telemundo, donde durante la premiación, cantan el Popurrí de Juan Gabriel estando el presente.

## Videos
- «Ni tu ni yo»
- «Todavía»

## Lista de canciones
| N.º | Título                     | Escritor(es)                    | Duración |  |
| 1.  | «Un mal amor»              | Mario Flórez                    | 3:44     |  |
| 2.  | «Con tu sencillez»         | Ilan Chester                    | 3:02     |  |
| 3.  | «Por qué seguir»           | Aleks Syntek / Alejandro Zepeda | 3:42     |  |
| 4.  | «Dos solitarios»           | Alejandro Filio                 | 3:33     |  |
| 5.  | «Sola, sola, sola»         | José María Purón                | 4:14     |  |
| 6.  | «Invisible»                | Aleks Syntek                    | 3:19     |  |
| 7.  | «Todavía»                  | Hernaldo Zúñiga                 | 4:08     |  |
| 8.  | «No me arrepiento de nada» | Juan Gabriel                    | 3:05     |  |
| 9.  | «Ni tu, ni yo»             | Franco de Vita                  | 3:27     |  |
| 10. | «Bandera tregua en alto»   | Márquez / Juanes                | 3:07     |  |
| 11. | «Sueños»                   | Armida / Mazo                   | 3:40     |  |